# Сергей Антонов
Сергей Иванов Антонов е българин, арестуван и съден за съучастие в атентата срещу папа Йоан Павел II през 1981 г. (т.нар. „Българска следа“). Прекарва в ареста над четири години и в крайна сметка е оправдан от италианския съд поради липса на доказателства.
Покушението е извършено от турския гражданин Мехмед Али Агджа на 13 май 1981 г. на площад „Св. Петър“ във Ватикана. По това време Сергей Антонов е служител в бюрото на Българска гражданска авиация (БГА) „Балкан“ в Рим. Той е задържан на 25 ноември 1982 г. от италианската полиция по обвинение в съучастие на атентатора Агджа, който посочва като свои съучастници още двама българи – Желю Василев и Тодор Айвазов, които са служители на посолството на България в Италия, но към този момент се намират в София.
Въпреки че е държавен служител, Антонов не е дипломат и не се ползва с дипломатически имунитет.
Следствието, към което той е привлечен, продължава 2 години и 6 месеца. Процесът започва през май 1985 г. и завършва през март 1986 година. На него Сергей Антонов отрича да е познавал Агджа и да е участвал в предполагаемия заговор. Освободен е поради липса на доказателства.
Завръща се в България на 1 април 1986 г. Здравето му обаче е съсипано – според изявления на някои български специалисти (?) от онова време, той не само е бил подложен на психически тормоз при многото разпити и в затвора, но са му били давани и психотропни вещества. Известно време продължава да работи на куриерска длъжност в авиокомпания „Балкан“, след което е пенсиониран по болест. На 27 март 2002 г. XXXIX народно събрание отпуска на Сергей Антонов пенсия за особени заслуги в размер на 160 лева месечно.
На 1 август 2007 г. Антонов е намерен мъртъв в дома си на ул. „Сердика“ в София от дъщеря му Ани. По тялото не е имало следи от насилие. Смъртта е настъпила няколко дни по-рано.
На 21 май 2015 г. в зала „Америка за България“ в Юридическия факултет на Софийски университет проф. Джузепе Консоло от университета „Гуидо Карли“ в Рим изнася публична лекция на тема: „Произход на правото и презумпцията за невинност според чл. 27 от Италианската конституция – делото „Антонов“ и атентата срещу папата в светлината на Конституцията на Италия“.